# Archytas infumatus
Archytas infumatus är en tvåvingeart som först beskrevs av Jacques-Marie-Frangile Bigot 1887.  Archytas infumatus ingår i släktet Archytas och familjen parasitflugor. Inga underarter finns listade i Catalogue of Life.